# Anchisaurus
Az Anchisaurus a hüllők (Reptilia) osztályának dinoszauruszok csoportjába, ezen belül a hüllőmedencéjűek (Saurischia) rendjébe, a Sauropodomorpha alrendjébe, a Sauropoda alrendágába és az Anchisauridae családjába tartozó nem.
Az Anchisaurus a legelső Sauropodák közé tartozik, korábban az ősibb Prosauropodákhoz sorolták. Az állat neve magyarul, „hüllőhöz közeli”-t jelent, mivel leírója, Othniel Charles Marsh az ősibb és az újabb dinoszauruszok közti átmenetének tekintette. Az Anchisaurus nevet azért találta ki, hogy helyettesítse az Amphisaurus elnevezést, amely maga is helyettesítette Hitchcock Megadactylus-át. E két utóbbi nevet más állatok megnevezésére használták.

## Felfedezése

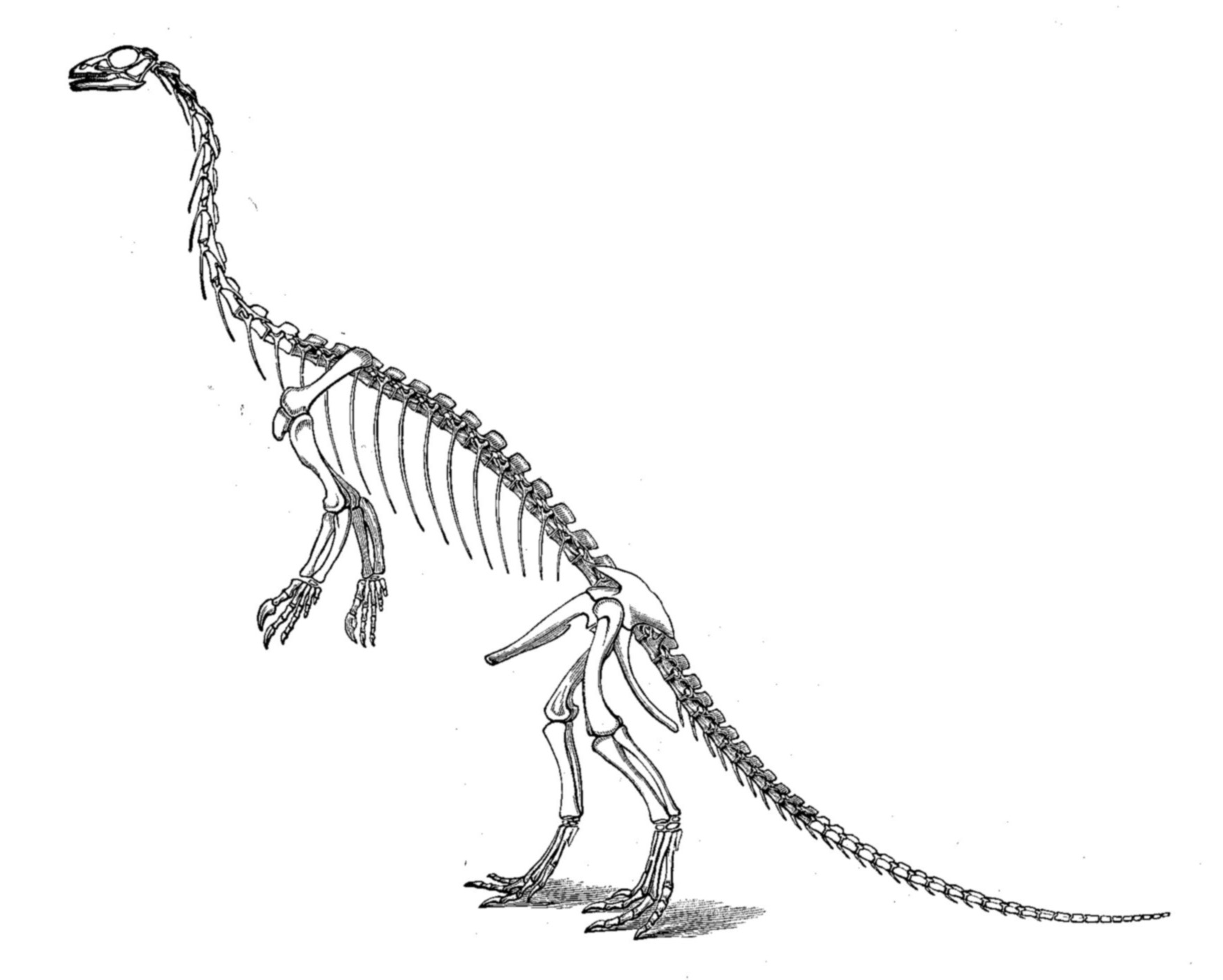
Az Anchisaurus csontváza, O.C. Marsh szerint

Az első Anchisaurus maradványt akkor fedezték fel, amikor még csak alig tudtak a dinoszauruszokról, és lehet, hogy az első felfedezett észak-amerikai dinoszaurusz. 1818-ban, amikor az Amerikai Egyesült Államokbeli Connecticut államban néhány nagyobb csontot felfedeztek, azt hitték, hogy emberhez tartóznak. 1855-ben, amikor már több ilyen csontot találtak, egyeseket Massachusetts államban is, rájöttek, hogy valóban hüllőkhöz tartóznak.
1865-ben, Hitchcock a Megadactylus néven gyűjtötte össze ezeket a csontokat. Mivel ez a név egy másik állatott illetett, a híres őslénykutató, Othniel Charles Marsh átnevezte Anchisaurusnak. Korábban azt hitték, hogy a Dél-afrikai Köztársaságban és Kína területén talált hasonló maradványok az Anchisaurushoz tartoznak, ez megerősítette volna azt a feltevést miszerint valamikor a kontinensek egy óriási kontinensbe, a Pangeába voltak összegyűlve, de később a dél-afrikai köztársasági és a kínai maradványokkal a Gyposaurust írták le. Új-Skóciában is találtak kövületeket, de ezekben sem biztosak, hogy az Anchisaurushoz tartoznak.
Még manapság sem találták meg az Anchisaurus összes csontját, emiatt csak feltételezik, hogy nyaka és farka prosauropodaszerű volt. A legújabb vizsgálatok szerint, az állat, a legősibb sauropodák egyike.

## Megjelenése
Az Anchisaurus eléggé kis termetű dinoszaurusz volt, hossza kissé több, mint 2 méter volt; innen származott az a tévhit, hogy csontjai az emberhez tartoznak. Testtömege körülbelül 27 kilogramm lehetett. Egyik rokona, az Ammosaurus major, amelyet szintén Marsh írt le, 2,5-4 méter hosszú volt és körülbelül 32 kilogrammot nyomott. Az Anchisaurus és legközelebbi rokonai 200-188 millió évvel éltek ezelőtt.

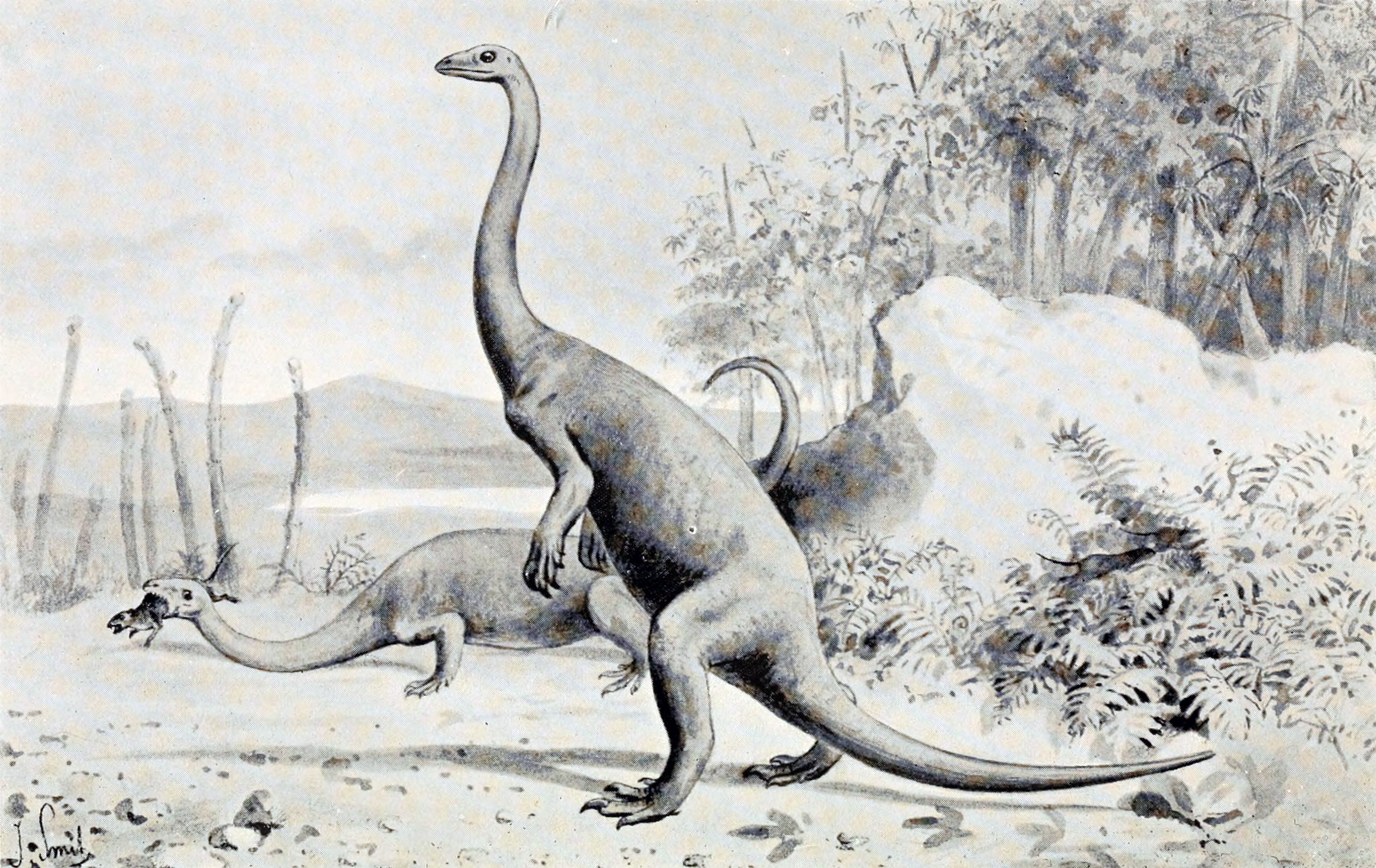
Az Anchisaurus régebbi ábrázólása a 20. századból

A növények megemésztése több időt és nagyobb gyomrot igényel, mint a hús emésztése, emiatt a növényevő dinoszauruszoknak hatalmas gyomruk volt. A növényevő dinoszauruszok gasztrolitokat nyeltek le, hogy gyomrukban hamarább szétzúzódjon a növényi táplálék. Mivel a gyomor egyre nagyobb lett, és a csontos medence előtt helyezkedik el, az addig két lábon járó dinoszauruszoknak egyre nehezebbre vált két lábon járni, illetve állni. Így az ősi sauropodák, mint amilyen az Anchisaurus, amely két lábon is képes volt járni, átvették a későbbi alakot és a négy lábon járást, ilyen a Diplodocus. Az Anchisaurus fogai tépésre voltak alkalmasak, és kanál alakúak voltak. Az állatnak kevesebb és egymástól távolabb álló fogai voltak, mint a valódi prosauropodáknál. Peter Galton és Michael Cluver szerint az állatnak a lábfeje szűkebb, mint a prosauropodáké. Az állat idejének legnagyobb részében négy lábon járt, de, hogy elérje a magasabban elhelyezkedő növényeket képes volt két lábra is felállni.
Egyes őslénykutatók szerint az állat hússal is táplálkozott, de a tompa fogak és az állkapocs felépítése elveti ezt az elméletet. De azért a viták még folytatódnak e felől. A hüvelykujjon egy hatalmas karom ült, és a szemek nem oldalt helyezkedtek el, mint egy tipikus zsákmányállatnál, hanem kissé elől.
Mivel egyaránt képes volt két és négy lábon járni, az Anchisaurus mellső lábai sokféle tevékenységre voltak alkalmasak. Ha „kézként” használta, akkor magához tudta húzni az ágakat. A „kezén” az egyik ujj hüvelykujjszerű volt. Ha a láb szerepét kellett betöltse, akkor az öt ujj szétterült, csuklója erős volt. Ez a mindenre használható mellső láb, sok korai dinoszauruszra jellemző.